# Mad Mark
Mad Mark (* 16. Mai 1975, bürgerlich Fabio Antoniali) ist ein italienisch-schweizerischer House-DJ und Produzent.

## Karriere
Zusammen mit DJ Antoine produziert Mad Mark Songs und Remixes, unter anderem auch für bekannte Musiker wie Mary J. Blige oder Robin S. Darüber hinaus ist er Mitinhaber und Geschäftsführer von Global Productions, unter welcher mehrere Plattenlabels (Houseworks, Egoiste usw.) zusammengefasst sind. Ihr erstes gemeinsam produziertes Lied war Sound of My Life. Ab dem Jahre 2001 feierten sie in der Schweiz mehrere Charterfolge. 2010 produzierten sie erstmals ein Studioalbum. Die größten Erfolge feierten sie mit den mehrfach platin-ausgezeichneten Singles Ma Chérie und Welcome to St. Tropez.
Nebst der Zusammenarbeit mit DJ Antoine unter den Pseudonymen „Global Brothers“ (mehrere Singles, z. B. Phunky Baguette), „The House Rockers“ (zwei Singles: Reachin' 4 the Top und Deeper & Deeper), „Global 200“ (eine Single: Happiness), „Las Vegas Gamblers“ (eine Single: Beautiful Night) und „Pizza Boyz“ (eine Single: La Chitara) folgen auch einige Nebenprojekte, wie beispielsweise eine Kooperation mit Sven Luv unter dem Pseudonym „Mad Luv“, oder mit Aston Martinez als „A3M“ und „AM:MM“.
Auch als Solokünstler ist er aktiv und veröffentlichte zahlreiche Songs. Zu den größten Erfolgen zählen die Lieder All I Live For in Zusammenarbeit mit den FlamMakers, Anywhere You Go, sowie Fly with Me (gemeinsam mit Ron Carroll). Seine Lieder wurden auf unzähligen CD-Kompilations, wie z. B. Kontor Top of the Clubs oder Club Sounds veröffentlicht.

## Diskografie

### Studioalben
| Jahr | Titel                        | Höchstplatzierung, Gesamtwochen, AuszeichnungChartplatzierungen (Jahr, Titel, Platzierungen, Wochen, Auszeichnungen, Anmerkungen) | Höchstplatzierung, Gesamtwochen, AuszeichnungChartplatzierungen (Jahr, Titel, Platzierungen, Wochen, Auszeichnungen, Anmerkungen) | Höchstplatzierung, Gesamtwochen, AuszeichnungChartplatzierungen (Jahr, Titel, Platzierungen, Wochen, Auszeichnungen, Anmerkungen) | Anmerkungen                                                            |
| Jahr | Titel                        | DE | AT | CH | Anmerkungen                                                            |
| ---- | ---------------------------- | --- | --- | --- | ---------------------------------------------------------------------- |
| 2010 | 2010                         | — | — | CH1 (25 Wo.)CH | Erstveröffentlichung: 7. Mai 2010 mit DJ Antoine                       |
| 2010 | WOW                          | — | — | CH7 (15 Wo.)CH | Erstveröffentlichung: 5. November 2010 mit DJ Antoine                  |
| 2011 | 2011 / Welcome to DJ Antoine | DE8 Gold · (51 Wo.)DE | AT16 (56 Wo.)AT | CH1 Platin · (38 Wo.)CH | Erstveröffentlichung: 27. Mai 2011 mit DJ Antoine; Verkäufe: + 130.000 |
| 2013 | 2013 (Sky Is the Limit)      | DE6 (22 Wo.)DE | AT2 (31 Wo.)AT | CH1 (40 Wo.)CH | Erstveröffentlichung: 25. Januar 2013 mit DJ Antoine                   |
| 2014 | We Are the Party             | DE10 (4 Wo.)DE | AT4 (7 Wo.)AT | CH1 (12 Wo.)CH | Erstveröffentlichung: 29. August 2014                                  |

### Remixalben
| Jahr | Titel          | Höchstplatzierung, Gesamtwochen, AuszeichnungChartplatzierungen (Jahr, Titel, Platzierungen, Wochen, Auszeichnungen, Anmerkungen) | Höchstplatzierung, Gesamtwochen, AuszeichnungChartplatzierungen (Jahr, Titel, Platzierungen, Wochen, Auszeichnungen, Anmerkungen) | Höchstplatzierung, Gesamtwochen, AuszeichnungChartplatzierungen (Jahr, Titel, Platzierungen, Wochen, Auszeichnungen, Anmerkungen) | Anmerkungen                                                                                  |
| Jahr | Titel          | DE | AT | CH | Anmerkungen                                                                                  |
| ---- | -------------- | --- | --- | --- | -------------------------------------------------------------------------------------------- |
| 2011 | 2011 – Remixed | DE*DE | AT*AT | CH*CH | Erstveröffentlichung: 26. August 2011 mit DJ Antoine; * siehe „2011 / Welcome to DJ Antoine“ |
| 2013 | 2013 – Remixed | DE*DE | AT*AT | CH*CH | Erstveröffentlichung: 27. September 2013 mit DJ Antoine; * siehe „2013 – Sky Is the Limit“   |

### Singles
| Jahr | Titel Album                                              | Höchstplatzierung, Gesamtwochen, AuszeichnungChartplatzierungen (Jahr, Titel, Album, Platzierungen, Wochen, Auszeichnungen, Anmerkungen) | Höchstplatzierung, Gesamtwochen, AuszeichnungChartplatzierungen (Jahr, Titel, Album, Platzierungen, Wochen, Auszeichnungen, Anmerkungen) | Höchstplatzierung, Gesamtwochen, AuszeichnungChartplatzierungen (Jahr, Titel, Album, Platzierungen, Wochen, Auszeichnungen, Anmerkungen) | Anmerkungen |
| Jahr | Titel Album                                              | DE | AT | CH | Anmerkungen |
| --- | -------------------------------------------------------- | --- | --- | --- | --- |
| 2001 | Discosensation –                                         | — | — | CH70 (3 Wo.)CH | Erstveröffentlichung: 21. Januar 2001 DJ Antoine vs. Mad Mark                                                           |
| 2008 | Pump Up the Volume A Weekend at Hotel Campari            | — | — | CH30 (5 Wo.)CH | Erstveröffentlichung: 5. Oktober 2008 DJ Antoine vs. Mad Mark                                                           |
| 2010 | Ma chérie 2010 / Welcome to DJ Antoine                   | DE6 ×2Doppelplatin · (58 Wo.)DE | AT2 (66 Wo.)AT | CH2 ×4Vierfachplatin · (99 Wo.)CH | Erstveröffentlichung: 23. Mai 2010 Verkäufe: + 420.000; DJ Antoine vs. Mad Mark feat. The Beat Shakers; Vocals by Angel |
| 2011 | Welcome to St. Tropez WOW / 2011 / Welcome to DJ Antoine | DE3 ×3Dreifachgold · (56 Wo.)DE | AT4 Gold · (48 Wo.)AT | CH2 ×3Dreifachplatin · (53 Wo.)CH | Erstveröffentlichung: 21. März 2011 Verkäufe: + 405.000; DJ Antoine vs. Mad Mark & Timati feat. Kalenna                 |
| 2011 | Sunlight 2011 / Welcome to DJ Antoine                    | DE85 (4 Wo.)DE | AT51 (1 Wo.)AT | CH10 Gold · (28 Wo.)CH | Erstveröffentlichung: 29. Mai 2011 Verkäufe: + 15.000; DJ Antoine vs. Mad Mark feat. Tom Dice                           |
| 2012 | I’m On You Welcome to DJ Antoine                         | DE50 (10 Wo.)DE | — | CH67 (2 Wo.)CH | Erstveröffentlichung: 21. Februar 2012 Timati feat. P. Diddy, DJ Antoine, Mad Mark & Dirty Money                        |
| 2012 | Shake 3x 2011 – Remixed / Welcome to DJ Antoine          | DE63 (3 Wo.)DE | AT31 (11 Wo.)AT | — | Erstveröffentlichung: 16. März 2012 Rene Rodrigezz vs. DJ Antoine & Mad Mark feat. MC Yankoo                            |
| 2012 | Broadway Welcome to DJ Antoine                           | DE94 (2 Wo.)DE | — | — | Erstveröffentlichung: 14. Februar 2012 DJ Antoine vs. Mad Mark; Vocals by Maury                                         |
| 2013 | Bella Vita Sky Is the Limit                              | DE15 Gold · (23 Wo.)DE | AT5 (28 Wo.)AT | CH1 Platin · (29 Wo.)CH | Erstveröffentlichung: 25. Januar 2013 DJ Antoine vs. Mad Mark; Vocals by Jenson Vaughan & TomE                          |
| 2013 | Sky Is the Limit                                         | DE15 (18 Wo.)DE | AT8 (19 Wo.)AT | CH7 (7 Wo.)CH | Erstveröffentlichung: 15. März 2013 DJ Antoine vs. Mad Mark; Vocals by Jenson Vaughan                                   |
| 2013 | House Party Sky Is the Limit                             | DE44 (7 Wo.)DE | AT22 (27 Wo.)AT | CH40 (2 Wo.)CH | Erstveröffentlichung: 27. September 2013 DJ Antoine vs. Mad Mark feat. B-Case & U-Jean                                  |
| 2014 | Light It Up We Are the Party                             | DE53 (3 Wo.)DE | AT54 (4 Wo.)AT | CH29 (2 Wo.)CH | Erstveröffentlichung: 9. Mai 2014 Vocals by Tebey                                                                       |
| 2014 | Go with Your Heart –                                     | — | AT75 (1 Wo.)AT | CH50 (1 Wo.)CH | Erstveröffentlichung: 1. August 2014 DJ Antoine vs. Mad Mark feat. Temara Melek & Euro                                  |
| 2014 | We Are the Party                                         | — | AT62 (1 Wo.)AT | — | Keine Single-Veröffentlichung DJ Antoine vs. Mad Mark feat. X-Stylez & Two-M                                            |
| 2015 | Wild Side We Are the Party                               | — | — | CH56 (4 Wo.)CH | Erstveröffentlichung: 29. August 2014 DJ Antoine vs. Mad Mark feat. Jason Walker                                        |
| Folgende Lieder erschienen nicht als Single, wurden aber durch das Album zum Download und Streaming bereitgestellt und konnten somit eine Platzierung erlangen: |                                                          | | | | |
| |                                                          | | | | |
| 2013 | We Will Never Grow Old Sky Is the Limit                  | — | — | CH36 (2 Wo.)CH | DJ Antoine vs. Mad Mark                                                                                                 |
| 2013 | Perfect Day Sky Is the Limit                             | — | — | CH29 (1 Wo.)CH | DJ Antoine vs. Mad Mark feat. B-Case & Shontelle                                                                        |
| 2013 | Crazy World Sky Is the Limit                             | — | AT63 (1 Wo.)AT | — | DJ Antoine vs. Mad Mark                                                                                                 |

#### Weitere Singles
| Jahr | Titel                                | Anmerkungen                                                                                              |
| ---- | ------------------------------------ | --- |
| 2005 | I’m In Love                          | Erstveröffentlichung: 15. Juli 2005 mit Wawa                                                             |
| 2008 | Shake It (Move a Little Closer) 2008 | Erstveröffentlichung: 31. März 2008 Lee Cabrera feat. Alex Cartana, DJ Antoine vs. Mad Mark & Doc Phat D |
| 2012 | Anywhere You Go                      | Erstveröffentlichung: 2. Dezember 2011 feat. Alexander                                                   |
| 2013 | All I Live For                       | Erstveröffentlichung: 15. März 2013 mit FlameMakers                                                      |

### Remixe (Auswahl)
- 2009: Marchi’s Flow vs Love feat. Miss Tia – Feel the Love
- 2010: Remady feat. Manu-L – Give Me a Sign
- 2010: Timati feat. Snoop Dogg – Groove On
- 2010: Wally Lopez – 7 Days and One Week
- 2010: Pitbull – Esta Noche (vs. Clubzound)
- 2011: Remady feat. Manu-L & Craig David – Do It On My Own
- 2011: Example – Kickstarts
- 2011: Wawa & Houseshaker – On My Mind
- 2011: Redd feat. Akon & Snoop Dogg – I’m Day Dreaming
- 2011: Remady feat. Manu-L – The Way We Are
- 2012: Guru Josh – Infinity 2012
- 2012: Jenny McKay – Unbreakable
- 2012: Die Atzen – Feiern? Okay!
- 2012: Timati & La La Land feat. Groya & Timbaland – Not All About the Money
- 2012: Timati & J-Son – Match Me
- 2012: Kamaliya – Butterflies
- 2013: AK Babe – We Don’t Care [Like a Honey Badger]
- 2014: The Wanted – Walks Like Rihanna
- 2014: Timati feat. Flo Rida – I Don’t Mind

## Auszeichnungen für Musikverkäufe
Anmerkung: Auszeichnungen in Ländern aus den Charttabellen bzw. Chartboxen sind in ebendiesen zu finden.
| Land/RegionAuszeichnungen für Musikverkäufe (Land/Region, Auszeichnungen, Verkäufe, Quellen) | Gold     | Platin       | Verkäufe  | Quellen           |
| -------------------------------------------------------------------------------------------- | -------- | ------------ | --------- | ----------------- |
| Deutschland (BVMI)                                                                           | 3× Gold3 | 3× Platin3   | 1.300.000 | musikindustrie.de |
| Österreich (IFPI)                                                                            | Gold1    | —            | 15.000    | ifpi.at           |
| Schweiz (IFPI)                                                                               | Gold1    | 9× Platin9   | 245.000   | hitparade.ch      |
| Insgesamt                                                                                    | 5× Gold5 | 12× Platin12 |           |                   |